# Жуау VI
Жуау VI (на португалски: João VI) е крал на Португалия от 1816 до 1826 година.

## Живот
Роден е на 13 май 1767 година в Лисабон като втори син на кралица Мария I и крал Педру III от династията Браганса. След смъртта на по-големия му брат през 1788 година става престолонаследник, а от 1799 година управлява страната като регент на майка си, която страда от умствено заболяване.
През 1790 г. Жуау се жени за испанската инфанта Карлота-Хоакина Бурбон-Испанска (1775 – 1830), дъщеря на Карлос IV. Отношенията между съпрузите са обтегнати, последните 20 години от живота си Жуау живее отделно от съпругата си, която плете интриги против него. Имат девет деца, но бащинството на Жуау се подлага на съмнение от историците.
По време на Наполеоновите войни Жуау VI заминава за Бразилия, където остава до 1821 година. През 1816 година наследява официално престола. Краят на управлението му е съпътстван от отделянето на Бразилия и продължаваща политическа нестабилност в самата Португалия.
Жуау VI умира на 10 март 1826 година в Лисабон.

## Деца
- Мария Тереза (1793 – 1874), от 1810 г. съпруга на Педру;
- Франческо Антонио (1795 – 1801), 4-ти принц Бейра;
- Мария-Изабела (1797 – 1818), от 1816 г. съпруга на чичо си Фердинанд VII;
- Педру (1798 – 1834), император на Бразилия като Педру I и крал на Португалия като Педру IV;
- Мария Франсишка (1800 – 1834), от 1816 г. съпруга на Дон Карлос Старши;
- Изабела Мария (1801 – 1876), регент на Португалия;
- Мигел I (1802 – 1866), крал на Португалия в 1828 – 1834;
- Мария (1805 – 1834), умира неомъжена;
- Анна (1806 – 1857), от 1827 съпруга 1-ви херцог Лоле.